# 写真ディレクター
写真ディレクター（フォト・ディレクター／director of photography）は、主に写真展開催、写真集出版、写真賞選考など写真作品が公開される場面において、写真の専門家として業務に携わる。例えば、写真展の場合、展示企画内容を決めるため、写真家の選定や展示作品を選定したり、展示構成、タイトル、図録やDM、チラシなどの制作物やパブリシティ、著作権管理など運営全般にわたる幅広い業務をコーディネートすることが多い。クリエイティブ・ディレクター、キューレーター、コーディネーター、クリティック、オーガナイザーなどの役割と共通する部分もある。写真ディレクターとして、エドワード・スタイケン、ジョン・シャーカフスキー、妹尾三郎ら。